# 白音门德
白音门德（1959年—），蒙古族，中华人民共和国政治人物、第十一届全国政协委员。
担任内蒙古大学蒙古学学院院长。2008年，当选第十一届全国政协委员，代表少数民族界，分入第四十九组。